# FC Waidhofen/Ybbs
Der FC Waidhofen/Ybbs war ein Fußball-Verein aus der niederösterreichischen Stadt Waidhofen an der Ybbs. Die Mannschaft spielte von 1993 bis 2011 in der Regionalliga Ost, der dritthöchsten Spielklasse in Österreich. Der Verein wurde am 27. Juni 2011 unter dem Namen SG Waidhofen/Ybbs neugegründet.

## Geschichte
Der FC Waidhofen/Ybbs entstand 1973 aus einer Fusion der beiden Waidhofner Klubs 1. Waidhofner Sportklub und Union Waidhofen. Nachdem sich der Klub 1976 erstmals die niederösterreichische Landesmeisterschaft sichern konnte, stieg er in die drittklassige Regionalliga Ost auf, in der er sich bis zur vorübergehenden Auflösung der Liga in der Saison 1979/80 halten konnte. 
Nach der Wiedereinführung der Regionalliga 1985 gelang den Waidhofnern mit dem zweiten Gewinn der Landesmeisterschaft 1993 die Rückkehr zur Saison 1993/94. Seit diesem Zeitpunkt nimmt der Verein nun ununterbrochen an der Regionalliga teil, erreichte dabei 2003/04 mit dem zweiten Platz hinter dem SC-ESV Parndorf 1919 das bis dahin beste Ergebnis.
In der Saison 2009/10 hatte die Mannschaft den größten Erfolg der Vereinsgeschichte zu verzeichnen: Meister der Regionalliga Ost. 
Aus finanziellen Gründen hat sich der Verein entschlossen, im Sommer 2011 freiwillig aus der RLO abzusteigen. Die gesamte Mannschaft verließ daraufhin den Verein, der kurz vor der Auflösung stand. Aus finanziellen Gründen wurde der SC Waidhofen gegründet, der sogleich eine Spielgemeinschaft mit dem FC Waidhofen eingegangen ist.

## Stadion
Der Verein trug seine Heimspiele im Alpenstadion in Waidhofen an der Ybbs aus. Das Stadion wurde Anfang des neuen Jahrtausends generalsaniert und besitzt ein Fassungsvermögen von 3000 Plätzen.

## Erfolge
- Zweimal Niederösterreichischer Landesmeister: 1976, 1993
- Meister der Regionalliga Ost 2009/10